# Гертс, Флорис
Флорис Гертс (нидерл. Floris Gerts, род. 3 мая 1992 в Маастрихте, Нидерланды) — нидерландский профессиональный шоссейный велогонщик, выступающий с 2020 года за любительскую команду Mooi Jong—HSK Trias.

## Достижения
2012
1-й — Чемпионат Нидерландов среди студентов
2013
1-й на этапе 2 — Tour de Franche-Comté
1-й — Grand Prix de la Magne
2014
1-й — Kermesse de Zele
25-й — Тур Фьордов
27-й — Вольта Лимбург Классик
2015
1-й — Dorpenomloop Rucphen
9-й — Тур Нормандии
7-й — Чемпионат Нидерландов в групповой гонке
1-й — Омлоп Хет Ниувсблад для U-23
1-й на этапе 6 — Тур Нормандии
1-й на этапе 2 — Triptyque Ardennais
2-й — Международный велотрофей Йонга Мар Мудига
3-й — Гран-при Импанис–Ван Петегем
4-й — Кубок Японии
2016
1-й — Вольта Лимбург Классик
96-й — Париж — Рубе
40-й — Тур Йоркшира
17-й — Чемпионат Нидерландов в индивидуальной гонке
7-й — London–Surrey Classic
31-й — Тур Фьордов
2017
12-й — Тур Дубая
38-й — Арктическая гонка Норвегии
2018
103-й — Гент — Вевельгем
40-й — Тур Норвегии
12-й — Чемпионат Нидерландов в групповой гонке
19-й — Чемпионат Нидерландов в индивидуальной гонке
14-й — Тур Лимузена
2019
5-й — Париж — Труа
18-й — Чемпионат Нидерландов в групповой гонке
48-й — Тур Валлонии